# Костогриз Сергій Григорович
Сергі́й Григо́рович Костогри́з (нар. 30 січня 1941, с. Вовчок, Бершадський район, Вінницька область — 6 березня 2023, м. Хмельницький) — український науковець. Доктор технічних наук, професор.

## Життєпис
1963 — закінчив Львівський лісотехнічний інститут (зараз Національний лісотехнічний університет України).
1969 ― захистив кандидатську дисертацію на тему «Деякі питання дослідження коливань гусеничних трелювальних тракторів», результати якої були використані в удосконаленні трелювальних машин Онезьким тракторним заводом. З цього року почав викладати у Хмельницькому національному університеті: пройшов усі щаблі науково-педагогічної діяльності від асистента викладача до першого проректора.
1995 ― захистив докторську дисертацію на тему «Механіка вібраційного тертя в номінально нерухомому фрикційному контакті», присуджено науковий ступінь доктора технічних наук.
1997 ― присвоєно вчене звання професора.
Сергій Костогриз помер 6 березня 2023 року у Хмельницькому. Прощання відбулося 7 березня 2023 року, а поховали його на кладовищі мікрорайону Ружична.

## Наукова діяльність
До сфери наукових зацікавлень належать механіка номінально нерухомого фрикційного контакту та моніторинг якості навчального процесу у ЗВО. Керівник наукової школи «Механіка номінально нерухомого фрикційного контакту» Хмельницького національного університету. Отримав 30 авторських свідоцтв та патентів на винаходи.
Опублікував понад 250 наукових та науково-методичних праць, серед яких:
1. Державні стандарти професійної освіти: теорія і методика: монографія / С. У. Гончаренко, Н. Г. Ничкало, В. Л. Пертенко, С. Г. Костогриз [та ін.] ; за ред. Н. Г. Ничкало. — Хмельницький: ТУП, 2002. — 334 с.
2. Віхи поступу: до 40-річчя з дня заснування механічного факультету / Р. І. Сілін, С. Г. Костогриз, І. Х. Ткачук [та ін.] ; заг. ред. С. С. Ковальчук ; Хмельниц. нац. ун-т. — Хмельницький: ХНУ, 2007. — 310 с.
3. Моніторинг якості навчального процесу у вищому закладі освіти: монографія / М. Є. Скиба, С. Г. Костргриз, Г. В. Красильникова. — Хмельницький: ХНУ, 2009. — 219 с. [Архівовано 7 вересня 2020 у Wayback Machine.]
4. Кулачково-цівкові механізми переривчастого обертового руху вихідної ланки: монографія / Я. Т. Кіницький, С. Г. Костогриз, Я. О. Підгайчук. — Хмельницький: ХНУ, 2010. — 194 с. [Архівовано 10 липня 2020 у Wayback Machine.]
5. Історія інженерної діяльності: навч.посіб. / С. Г. Костогриз. — Хмельницький: ХНУ, 2014. — 250 с.

## Відзнаки та нагороди
1981 — Орден «Знак пошани»;
1985 — Нагрудний знак «Винахідник СРСР»;
1994 — Почесний знак «Відмінник народної освіти України»;
2000 — Почесне звання «Заслужений працівник народної освіти України»;
2010 — Знак Державного департаменту інтелектуальної власності «Творець».